# Махарда
Махарда (на арабски: محردة), разговорно Мхарда/Мхарде, срещано и като Мухрада, е град в северозападната част на Сирия, в област (мухафаза) Хама, административен център на околия (минтака) Махарда и община (нахия) Махарда

## География
Градът се намира на 23 километра северозападно от областния център Хама.
Населението на града към 2013 година се състои от 24 811 души, предимно християни.
| 1981   | 2003   | 2013   |
| ------ | ------ | ------ |
| 12 816 | 19 666 | 24 811 |

## Личности
Родени в града
- Игнатий IV (1921-2012), антиохийски патриарх
- Гада Шуаа (р. 1973), лекоатлетка